# 1000 гривень
1000 гривень — номінал банкнот України, що випускається в обіг Національним банком України (НБУ) з 2019 року. Крім цього, цей номінал між 1918—1920 роками випускала УНР.

## Історія

### УНР
Після проголошення Української Народної Республіки (УНР) третім універсалом Центральної Ради у листопаді 1917 року почалася активна розробка власної валюти. Створенням своєї фінансової системи і грошових знаків, як ще одного чинника державотворення, опікувався Генеральний секретаріат фінансів та промисловості на чолі з Михайлом Туган-Барановським. 1 січня 1918 року Центральна Рада ухвалила «Тимчасовий закон про випуск державних кредитових білетів УНР». Першими українськими грошима стали банкноти «100 карбованців», оформлені художником-графіком Георгієм Нарбутом. Після проголошення самостійності УНР та з огляду на часті випадки фальшування нової купюри (яка робилася зі звичайного паперу, не мала захисних водяних знаків; окрім того більшовики, тікаючи з Києва, викрали і вивезли до Москви кліше грошового білета), Центральна Рада 1 березня 1918 року ухвалила закон «Про грошову одиницю, биття монети та друк кредитових державних білетів». Запроваджувалася нова грошова одиниця — гривня, «що має містити 8,712 долі щирого золота; гривня ділиться на 100 шагів; 2 гривні відповідають одному карбованцеві емісії 1917 р.». З настанням радянського періоду в історії України, гроші у гривневому найменуванні зникли з обігу аж до середини 1990-х років. На початку 1920-х років, після розпуску УНР, Раднаркомом на землях Радянської України були запроваджені перші радянські карбованці (так звані «більшовицькі тисячки»).

### Сучасна Україна
Ідея випуску 1000-гривневих банкнот обговорювалася ще на початку 1990-х років, тоді художник Василь Лопата пропонував зобразити на портрет Митрополита Петра Могилу. 2008 року НБУ випустив банкноту у презентаційному варіанті із зображенням Пантелеймона Куліша, без указівки номіналу. Саме ця презентаційна банкнота розглядалася як один із можливих варіантів 1000-гривневої купюри 2011 року, але втілення цього в реальність так і не сталося. У січні 2011-го та у листопаді 2013 років Заступник Голови НБУ, Володимир Кротюк, зробив заяви щодо можливого введення банкнот номіналом 1000 гривень.
22 грудня 2016 про плани введення купюри номіналом 1000 гривень повідомила Голова НБУ, Валерія Гонтарєва. Вона запевнила, що портрета Пантелеймона Куліша на них не буде.
25 червня 2019 року пресслужба НБУ повідомила про введення купюри номіналом 1000 гривень з 25 жовтня того року. На новій банкноті зобразили портрет Володимира Вернадського. Доктор філософії в економіці Андрій Зінченко висловив тезу про те, що такий номінал законодавством України не передбачений, як не передбачений і портрет Вернадського на такому номіналі, що, на його думку, дозволяє відкрити академічну дискусію про валідність купюри як законного платіжного засобу.

## Опис банкнот УНР

### Державний кредитний білет
Протягом 1918 року в Берліні для УНР було видрукувано банкноти номіналом у 1000 гривень. Вона мала однолітерний семизначний номер й підписи Директора Державного банку і Скарбника.
| 1000-гривневі банкноти зразка 1918 року | 1000-гривневі банкноти зразка 1918 року | 1000-гривневі банкноти зразка 1918 року | 1000-гривневі банкноти зразка 1918 року | 1000-гривневі банкноти зразка 1918 року | 1000-гривневі банкноти зразка 1918 року             | 1000-гривневі банкноти зразка 1918 року | 1000-гривневі банкноти зразка 1918 року | 1000-гривневі банкноти зразка 1918 року | 1000-гривневі банкноти зразка 1918 року |
| Зображення                              | Зображення                              | Розміри (мм)                            | Основний колір                          | Опис                                    | Опис                                                | Дата                                    | Дата                                    | Дата                                    |                                         |
| Аверс                                   | Реверс                                  | Розміри (мм)                            | Основний колір                          | Аверс                                   | Реверс                                              | першого друку                           | введення                                | вилучення                               |                                         |
| --------------------------------------- | --------------------------------------- | --------------------------------------- | --------------------------------------- | --------------------------------------- | --------------------------------------------------- | --------------------------------------- | --------------------------------------- | --------------------------------------- | --------------------------------------- |
|                                         |                                         | 198 × 125                               | Жовтий синій                            | Номінал, тризуб, декоративні орнаменти  | Номінал, пояснювальні написи, декоративні орнаменти | 1918                                    | Жовтень 1918                            | після 1920                              |                                         |

### Білети Державної скарбниці України
1918 року в Німеччині були надруковані білети Державної скарбниці — 3,6%-ві облігації в гривнях, які надійшли до України 5 серпня того року. Вони являли собою державну позику, загальна сума якої була збільшена в два рази, й вводилася в обіг з метою обслуговування грошового ринку. Відсотки по облігаціях планувалося виплачувати з 1 січня 1919 року. Кожна облігація мала вісім відрізних купонів. Облігації і відрізні купони, не обмінені в Державному банку на гроші, не втрачали своєї вартості протягом 10 років (з часу надрукованої на них дати реалізації) і вживалися як тимчасові грошові сурогати.
Відрізні облігації мали оформлення у вигляді рамок з рослинним орнаментом, тризуб, містили пояснювальні написи, й підписи Директора Державної скарбниці та Бухгалтера. 
| 1000-гривневі банкноти зразка 1918 року | 1000-гривневі банкноти зразка 1918 року | 1000-гривневі банкноти зразка 1918 року | 1000-гривневі банкноти зразка 1918 року | 1000-гривневі банкноти зразка 1918 року | 1000-гривневі банкноти зразка 1918 року | 1000-гривневі банкноти зразка 1918 року             | 1000-гривневі банкноти зразка 1918 року             | 1000-гривневі банкноти зразка 1918 року | 1000-гривневі банкноти зразка 1918 року |
| Зображення                              | Зображення                              | Номінал                                 | Номінал купонів                         | Розмір (мм)                             | Основний колір                          | Опис                                                | Опис                                                | Дата                                    | Дата                                    |
| Аверс                                   | Реверс                                  | Номінал                                 | Номінал купонів                         | Розмір (мм)                             | Основний колір                          | Аверс                                               | Реверс                                              | введено                                 | вилучено                                |
| --------------------------------------- | --------------------------------------- | --------------------------------------- | --------------------------------------- | --------------------------------------- | --------------------------------------- | --------------------------------------------------- | --------------------------------------------------- | --------------------------------------- | --------------------------------------- |
|                                         |                                         | 1000 гривень                            | 18 гривень                              | 294 × 150                               | Рожевий синій                           | Номінал, декоративний орнамент, пояснювальні написи | Номінал, декоративний орнамент, пояснювальні написи | 5 серпня 1918                           | 1920                                    |

### Банкноти Директорії
1920 року Директорія Української Народної Республіки надрукувала 1000-гривневі банкноти, які так і не потрапили в обіг. Директорія діяла між з 14 листопада 1918-го до 10 листопада 1920 року, вона прийшла на зміну Гетьманату (Української Держави), який був повалений повстанням 14 грудня 1918 року. Банкноти Директорії друкувалися у Кам'янець-Подільській фортеці та Станіславові, бо в кінці 1918-го — на початку 1919 року значна територія країни, включаючи Київ, була захоплена більшовиками.
Їхній дизайн складався з рослинного орнаменту, містив зображення тризубів, пояснювальні написи, підписи Директора Державного банку та Скарбника. На аверсі зображалися козак і селянин, а на реверсі — портрет Богдана Хмельницького (1596—1657), Гетьмана Війська Запорозького.
|  |  | 168 × 84 | Зелений синій помаранчевий | Рослинний та візерунковий орнаменти, номінал, тризуб, пояснювальні написи, козак та селянин | Рослинний та візерунковий орнаменти, номінал, тризуб, пояснювальні написи, портрет Богдана Хмельницького | Не потрапили в обіг (надруковано 1920 року) |

## Опис банкнот сучасної України

### Загальне оформлення
1000-гривневі банкноти містять на аверсі портрет Володимира Вернадського (1863—1945) — українського науковця і філософа та його слова «Я вірю у величне майбутнє України»; а реверс — зображення Будівлі Президії Національної академії наук України, заснованої 1918 року (сама будівля побудована у 1850-х роках).
Банкноти мали написи «Національний банк України» та «Україна» (крім третього покоління), позначку для людей з послабленим зором у вигляді трьох крапок. Крім підпису Голів НБУ, банкноти першого покоління мали десятизначні номери, а всіх наступних поколінь — дволітерні-семизначні номери. Вони друкуються на спеціальному білому папері, що має відтінок, який відповідає основному кольору банкноти.

### Елементи захисту
На сьогодні НБУ випускає банкноти, що мають сучасний дизайн та надійний захист від підроблення. Наявні елементи захисту на 1000-гривневих банкнотах дозволяють гарантовано виявляти підроблені грошові знаки як при уважному візуальному та тактильному контролі без застосування спеціальних детекторів, так і за допомогою спеціального обладнання, що дозволяє перевіряти справжність банкнот в ультрафіолетовому та інфрачервоному діапазонах спектру.
1000-гривневі банкноти мають такі елементи захисту, як: водяні знаки у вигляді портрету Володимира Вернадського та цифри «1000» поруч з ним; кодоване латентне зображення у вигляді цифри «1000» на аверсі поряд з портретом; вживлену в папір стрічку з написом «1000 ГРН» та тризубом; суміщений малюнок; орловський друк; райдужний друк; антисканерна сітка; мікротекст; невидимі захисні волокна; флуоресцентний номер; магнітний номер; прихований номінал; флуоресцентний друк; високий друк; орловський друк. Однак найбільшим нововведенням стала присутність на аверсі таких новітніх елементів захисту, як: елемент SPARK у вигляді стилізованої квітки і пера; та «віконної» захисної стрічки (частково введена в товщу паперу стрічка з яскраво вираженим кінетичним ефектом; при зміні кута нахилу банкноти змінюється напрямок руху фонового зображення стрічки), на якій зображені цифри «1000» та символ української гривні, що виходить з товщі паперу три рази. Пам'ятні банкноти 2021 року мали аналогічні типи захисту, однак до них на аверсі було додано оптично-змінний елемент у вигляді напису «30 років Незалежності України».
| - Невидимі захисні зображення (аверс) - Невидимі захисні зображення (реверс) - Водяний знак - Захисна стрічка |

### Перелік стандартних випусків
Банкноти цієї серії друкувалися у 2019, 2021 і 2023 роках Банкнотно-монетним двором НБУ. Вони є найбільшими за розміром серед банкнот України. Станом на жовтень 2023 року 1000 гривень є на третьому за розповсюдженістю серед інших банкнот в грошовому обігу України.
2024 року НБУ розпочав випуск модифікованих банкнот гривні четвертого покоління, доповнивши їх дизайн гаслом «СЛАВА УКРАЇНІ! ГЕРОЯМ СЛАВА!». Поступово модифіковані банкноти гривні замінюватимуть в обігу банкноти зразків 2014—2019 років, які мають ознаки зношення.
| Перелік випусків 1000-гривневих банкнот четвертого покоління                 | Перелік випусків 1000-гривневих банкнот четвертого покоління | Перелік випусків 1000-гривневих банкнот четвертого покоління | Перелік випусків 1000-гривневих банкнот четвертого покоління | Перелік випусків 1000-гривневих банкнот четвертого покоління | Перелік випусків 1000-гривневих банкнот четвертого покоління | Перелік випусків 1000-гривневих банкнот четвертого покоління                              | Перелік випусків 1000-гривневих банкнот четвертого покоління | Перелік випусків 1000-гривневих банкнот четвертого покоління | Перелік випусків 1000-гривневих банкнот четвертого покоління | Перелік випусків 1000-гривневих банкнот четвертого покоління |
| Зображення                                                                   | Зображення                                                   | Підпис                                                       | Розміри (мм)                                                 | Основний колір                                               | Опис                                                         | Опис                                                                                      | Дата                                                         | Дата                                                         | Дата                                                         | Дата                                                         |
| Аверс                                                                        | Реверс                                                       | Підпис                                                       | Розміри (мм)                                                 | Основний колір                                               | Аверс                                                        | Реверс                                                                                    | першого друку                                                | випуску                                                      | статус                                                       |                                                              |
| ---------------------------------------------------------------------------- | ------------------------------------------------------------ | ------------------------------------------------------------ | ------------------------------------------------------------ | ------------------------------------------------------------ | ------------------------------------------------------------ | ----------------------------------------------------------------------------------------- | ------------------------------------------------------------ | ------------------------------------------------------------ | ------------------------------------------------------------ | ------------------------------------------------------------ |
|                                                                              |                                                              | Яків Смолій                                                  | 160 × 75                                                     | Блакитний                                                    | Володимир Вернадський                                        | Будівля Президії Національної академії наук України                                       | 2019                                                         | 25 жовтня 2019                                               | В обігу                                                      |                                                              |
|                                                                              |                                                              | Кирило Шевченко                                              | 160 × 75                                                     | Блакитний                                                    | Володимир Вернадський                                        | Будівля Президії Національної академії наук України                                       | 2021                                                         | 7 грудня 2021                                                | В обігу                                                      |                                                              |
|                                                                              |                                                              | Андрій Пишний                                                | 160 × 75                                                     | Блакитний                                                    | Володимир Вернадський                                        | Будівля Президії Національної академії наук України                                       | 2023                                                         | 20 липня 2023                                                | В обігу                                                      |                                                              |
| Перелік випусків 1000-гривневих банкнот четвертого покоління (модифікованих) |                                                              |                                                              |                                                              |                                                              |                                                              |                                                                                           |                                                              |                                                              |                                                              |                                                              |
|                                                                              |                                                              | Андрій Пишний                                                | 160 × 75                                                     | Блакитний                                                    | Володимир Вернадський                                        | Будівля Президії Національної академії наук України, гасло «СЛАВА УКРАЇНІ! ГЕРОЯМ СЛАВА!» | 2024                                                         | 8 серпня 2024                                                | В обігу                                                      |                                                              |

### Пам'ятна банкнота
22 грудня 2021 року введена в обіг пам'ятна 1000-гривнева банкнота, присячена «30-річчю Незалежності України». Від банкнот звичайного випуску вона відрізнялася нанесенням на реверсі трафаретним друком спеціальною оптично-змінною фарбою офіційної символіки (айдентики) напису: «30 років Незалежності України». Вийшло 30 тисяч штук банкноти, вона має серії ЯА з номерами 0000001-0030000. Пам'ятні банкноти є законними платіжними засобами нарівні із зразками звичайних випусків.
| Пам'ятна 1000-гривнева банкнота четвертого покоління 2021 року | Пам'ятна 1000-гривнева банкнота четвертого покоління 2021 року | Пам'ятна 1000-гривнева банкнота четвертого покоління 2021 року | Пам'ятна 1000-гривнева банкнота четвертого покоління 2021 року | Пам'ятна 1000-гривнева банкнота четвертого покоління 2021 року | Пам'ятна 1000-гривнева банкнота четвертого покоління 2021 року | Пам'ятна 1000-гривнева банкнота четвертого покоління 2021 року | Пам'ятна 1000-гривнева банкнота четвертого покоління 2021 року | Пам'ятна 1000-гривнева банкнота четвертого покоління 2021 року | Пам'ятна 1000-гривнева банкнота четвертого покоління 2021 року |
| Зображення                                                     | Зображення                                                     | Підпис                                                         | Розміри (мм)                                                   | Основний колір                                                 | Опис                                                           | Опис                                                           | Дата                                                           | Дата                                                           | Дата                                                           |
| Аверс                                                          | Реверс                                                         | Підпис                                                         | Розміри (мм)                                                   | Основний колір                                                 | Аверс                                                          | Реверс                                                         | першого друку                                                  | випуску                                                        | статус                                                         |
| -------------------------------------------------------------- | -------------------------------------------------------------- | -------------------------------------------------------------- | -------------------------------------------------------------- | -------------------------------------------------------------- | -------------------------------------------------------------- | -------------------------------------------------------------- | -------------------------------------------------------------- | -------------------------------------------------------------- | -------------------------------------------------------------- |
|                                                                |                                                                | Кирило Шевченко                                                | 160 × 75                                                       | Блакитний                                                      | Володимир Вернадський;                                         | Будівля Президії Національної академії наук України            | 2021                                                           | 22 грудня 2021                                                 | В обігу                                                        |

## Кількість банкнот в обігу
Станом на 1 квітня 2024 року в Україні в обігу перебувало 263,8 млн штук банкнот номіналом 1000 гривень, що становить 9,8% від загальної кількості банкнот усіх номіналів.